# Жуан Гонсалвіш Зарку
Жуа́н Гонса́лвіш За́рку да Камара-де-Лобуш (порт. João Gonçalves Zarco da Câmara de Lobos, 1390—1467, Фуншал) — португальський мореплавець, що відкрив у XV столітті архіпелаг Мадейра і опікувався його колонізацією. Представник роду Зарку, засновник Камарського дому.

## Походження і загальна інформація
Жуан Гонсалвіш народився в Португалії у Леса-да-Палмейра чи Томарі, в знатній родині. Його прізвисько Зарку походить від арабського слова zarka — «той, що має блакитні очі», «блакитноокий»; за іншою версією від слова zorolho — «одноокий». У ранньому віці став лицарем на службі при дворі португальського принца Енріке Мореплавця. Зарку командував кораблями, які охороняли узбережжя Алгарве від нападів маврів, брав участь у завоюванні Сеути, а пізніше керував кораблями, які відкрили острів Порту-Санту в 1418 р. і острів Мадейра в 1419 р. Заснував на Майорці місто Камара де Лобуш. Як лицар з дому принца Енріке брав участь в облозі Танжера в 1437 р., яка закінчилася катастрофою. Дата смерті Зарку точно не відома, більшість дослідників вважають, що він помер 1467 року в місті Фуншал на Мадейрі.

## Відкриття Мадейри

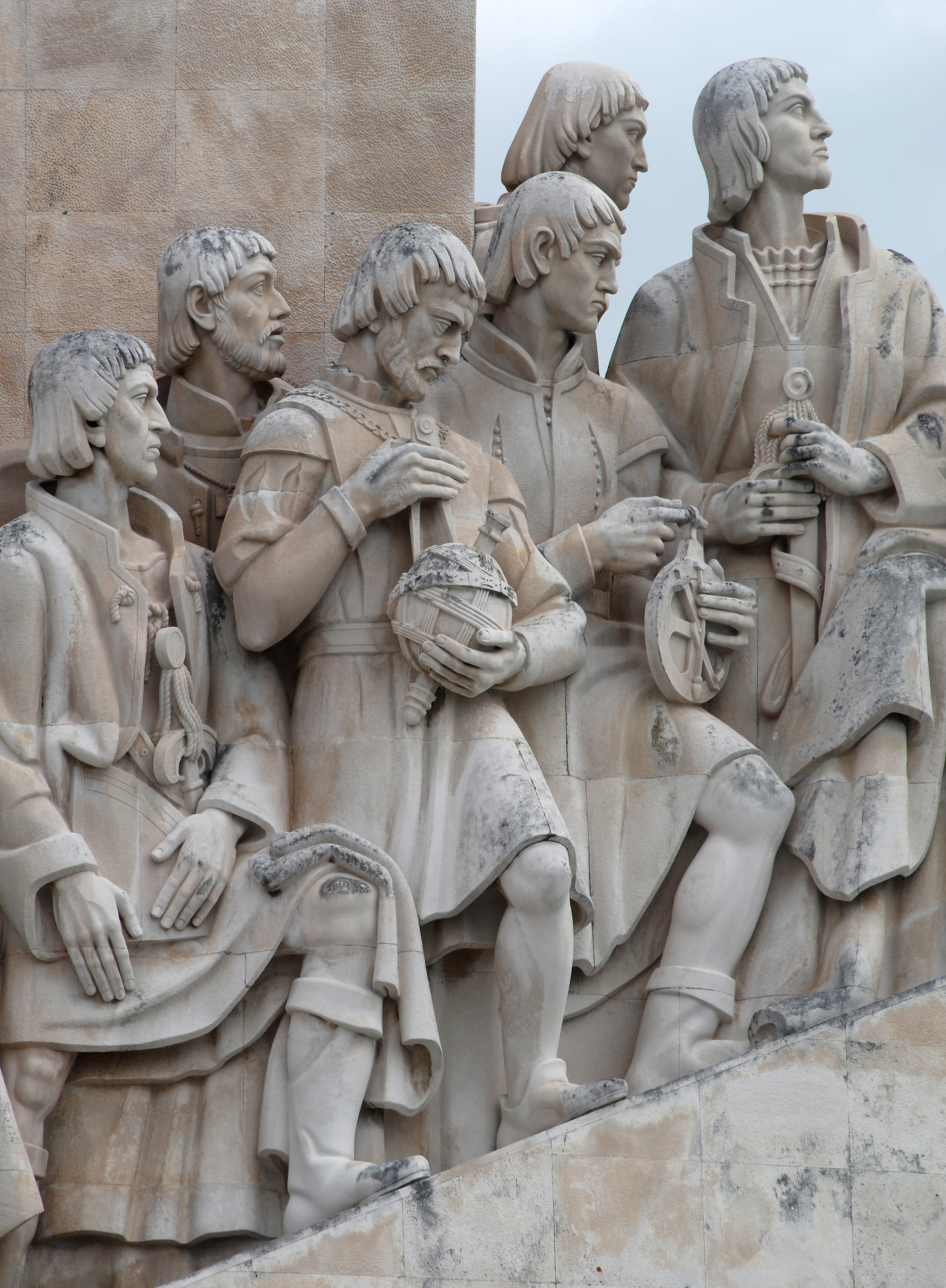
Скульптура Зарку на Пам'ятнику великим географічним відкриттям у Лісабоні (крайній праворуч)

В 1418 році Жуан Зарку, разом із Тріштаном Ваш Тейшейра вийшли в море для дослідження узбережжя Західної Африки. Біля Лагуша вони потрапили в шторм, який відніс їх до незнайомого острова, в бухті якого вони знайшли неочікуваний прихисток. «У годину радості, уникнувши небезпек бурі» вони назвали острів Порту-Санту (порт. Porto Santo, дослівно — Свята Гавань). Зарку і Тейшейра із тріумфом повернулися до Сагреша й доповіли принцу Енріке про нововідкритий острів, повідомивши, що він добре придатний для постійного поселення. Через конфлікти з Кастильським королівством щодо прав на Канарські острови, Енріке з великою зацікавленістю підтримав ідею колонізації острова, який міг виступити альтернативою Канарам як база для подальшого дослідження західноафриканського узбережжя. Тож принц без затримки послав колонізувати острів Зарку, Ваза та ще одного свого капітана — Бартоломео Перестрелло з двома кораблями і товарами для нової країни: пшеницею, медом, цукровою тростиною з Сицилії, виноградом Мальвазія з Криту і навіть кроликами з Португалії.
У 1419 році Жуан Зарку, повернувшись на Порту-Санту, помітив на горизонті темну смугу, яка нерухомо висіла над морем. Спорядивши корабель і відправившись у цьому напрямку, Жуан відкрив сусідній острів, який через його буйну рослинність назвали Мадейра (від порт. madeira — дерево, ліс).

## Заснування міст Камара-де-Лобуш і Фуншал

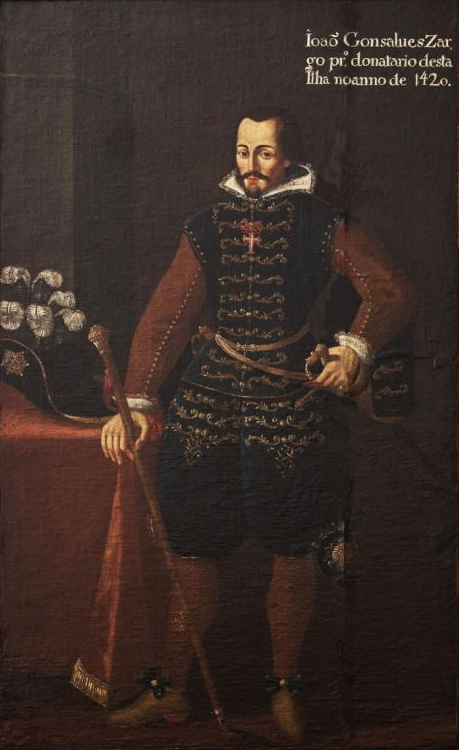
Жуан Гонсалвіш Зарку, перший капітан-донатаріо Фуншала. Ніколау Феррейра (1790)

За дорученням принца Енріке, Мадейру розділили на дві частини (капітанії), колонізацією кожної з яких займались, відповідно, Зарку і Тейшейра. Зарку надали капітанію Фуншал (на півдні Майорки) і він став її першим капітаном-донатаріо. Капітанія Мачіко (на півночі Мадейри) дісталась Тріштану Ваз Тейшейрі, а капітанія на острові Порту-Санту була надана Бартоломео Перестрело.
У травні 1421 року Зарку повернувся до Мадейри з дружиною, дітьми та супутниками і почав систематичну колонізацію своєї частини острова. Перше поселення закладено Зарку на південному узбережжі навколо невеликої гавані, схожої на амфітеатр між двома вузькими скелястими мисами, в якій кораблі могли знайти прихисток від океанських хвиль. Оскільки в цій гавані Зарку та його люди виявили велике лежбище морських тюленів, це стало підставою для назви поселення — Камара-де-Лобуш (від порт. lobos-marinhos — морські вовки або тюлені). Пізніше неподалік заснували сучасну столицю острова Мадейра — Фуншал.

## Участь в рабовласницьких рейдах
У 1443 році Нуну Тріштан, один з капітанів принца Енріке, відкрив затоку Арґен (сучасна Мавританія), на островах якої виявили багато невеликих рибальських селищ берберів Санджая. Після повернення Нуну Тріштана до Лагошу з першою партією захоплених у цій затоці африканських рабів, між 1444 і 1446 рр. у рейди для полювання на рабів відправили з Португалії декілька флотилій, організованих приватними консорціумами, що отримали від Енріке ліцензії на здійснення работоргівлі.

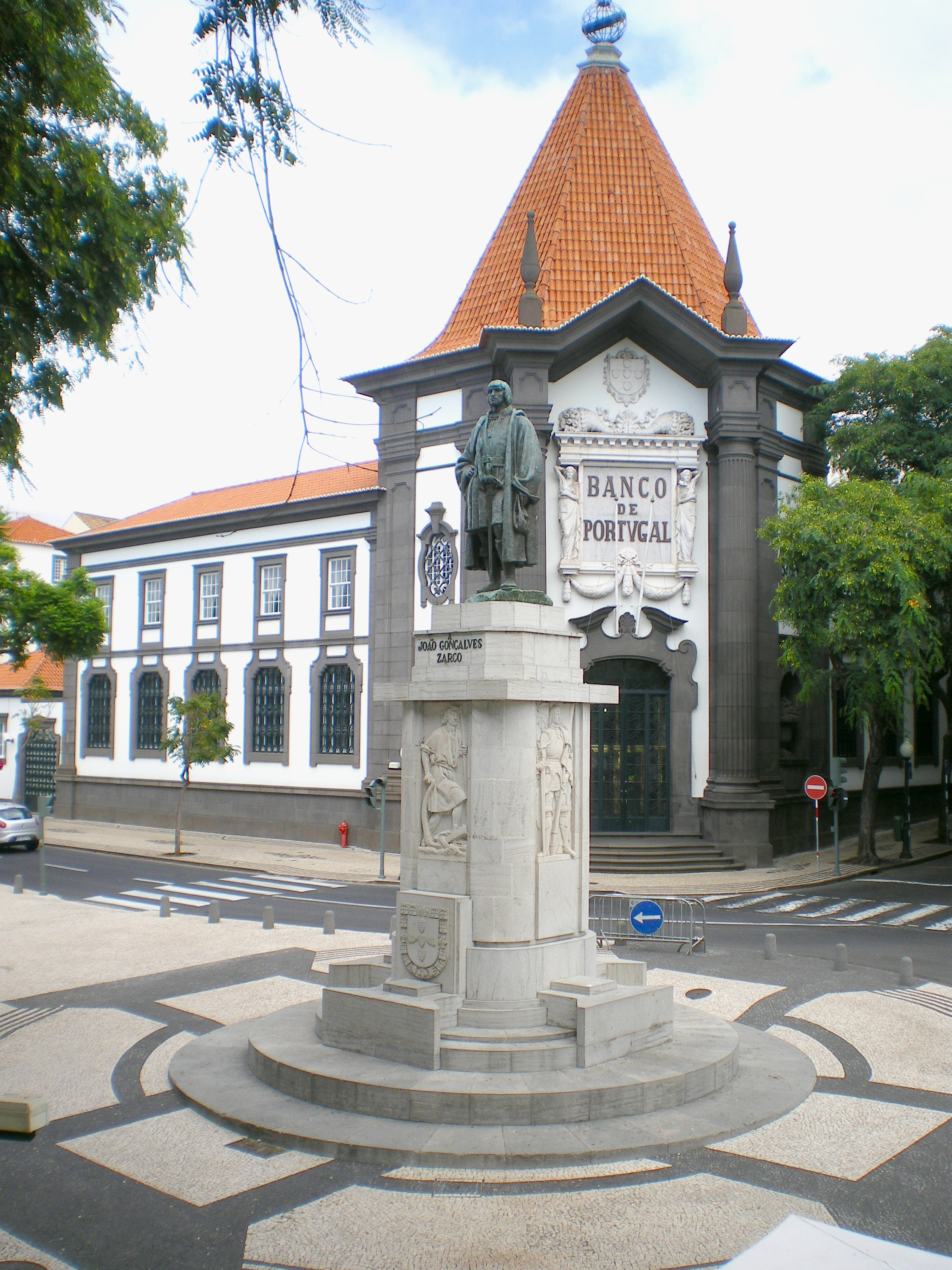
Пам'ятник Жуану Зарку в місті Фуншал, Мадейра

Один з таких консорціумів був організований приватними капітанами-донатаріо з Мадейри, які зібрали невеликий флот із трьох каравел. Один з кораблів Мадейри був обладнаний Жуаном Гонсалвішом Зарку (на той момент капітаном-донатаріо з Фуншала на півдні Мадейри), який доручив цей корабель своєму племінникові Алвару Фернандішу. Другою каравелою командував Тріштан Ваш Тейшейра (капітан-донортаріо Машіку з північної Мадейри), а третім — Алваро де Орнеллас.
Літописець XV століття Гоміш Іаніш де Зурара стверджує, що капітан каравели Зарку, Алвару Фернандіш, дістав особистий наказ від принца Енріке уникати по дорозі будь-яких набігів по рабів, а прямувати просто до «Країни Чорних» виключно з метою здійснення дослідження африканського узбережжя. Однак це здається маловірогідним, враховуючи дії інших капітанів та подальший перебіг подій. Безлюдні острови Мадейри саме перебували в процесі колонізації і конче потребували рабської праці, тож дуже ймовірно, що флот з Мадейри вирушив саме з метою захоплення рабів у Арґенській затоці. Оскільки під час походу в 1445 році каравела Зарку під керівництвом Алвару Фернандеша пройшла вздовж узбережжя Західної Африки далі за крайню межу, досягнуту до того часу будь-яким з капітанів принца Енріке, після повернення з плавання Алвару Фернандеш і Жуан Зарку отримали від принца Енріке щедру винагороду.

## Цікаві факти
Титул «da Câmara de Lobos» у прізвищі Зарку з'явився 4 липня 1460 року, коли король Афонсу V додав титул «да Камара де Лобуш» і відповідний герб як нагороду за заснування Зарку однойменного міста Камара-де-Лобуш на південному узбережжі острова Мадейри.

## У культурі
- Зображений на Пам'ятнику великим географічним відкриттям у Лісабоні.